# زولتان تشيبور
زولتان تشيبور (بالمجرية: Czibor Zoltán)‏ كان لاعب كرة قدم مجري سابق. سبق له أن لعب في كأس العالم لكرة القدم مع منتخب بلاده. فاز بميدالية أوليمبية في مسابقة كرة القدم.

## المسيرة الاحترافية

### أندية لعب لها
- نادي فيرينتسفاروشي
- نادي بودابست هونفيد
- نادي روما
- نادي برشلونة
- إسبانيول
- نادي بازل

## روابط خارجية
- زولتان تشيبور على موقع الاتحاد الدولي (مؤرشف)  (الإنجليزية)
- زولتان تشيبور على موقع قاعدة بيانات كرة القدم.إي يو (الإنجليزية)
- زولتان تشيبور على موقع ناشيونال فوتبول تيمز (الإنجليزية)
- زولتان تشيبور على موقع عالم كرة القدم.نت (الإنجليزية)
- زولتان تشيبور على موقع أوليمبيديا (الإنجليزية)